# Ян Антоні де Поточкі
Ян Антоні де Поточкі (пол. Jan Antoni de Potoczki; 27 грудня 1759, Думбревень — 16 травня 1832, Перемишль) — освітній та римо-католицький релігійний діяч вірменського походження, єпископ Перемишльської дієцезії. Доктор богослов'я (1785).

## Життєпис
12 березня 1786 року висвячений на священика у вірменському обряді. Ректор Львівського університету в 1792—1793 академічному році. Парох Жидачева з 6 серпня 1797 року до кінця червня 1823. Посади: диякон, перемишльський єпископ РКЦ (номінація 4 лютого 1825).
21 жовтня 1827 року розпочав службу Божу в Латинській катедрі Львова, потім освятив наріжний камінь під час будівництва сучасної Львівської ратуші.